# Virgo (interferómetro)
Para una cobertura más amplia de detectores como Virgo, véase Búsqueda interferométrica terrestre de ondas gravitacionales (en inglés)
El interferómetro Virgo es un instrumento científico a gran escala cerca de Pisa, Italia, para detectar ondas gravitacionales. El detector es un interferómetro de Michelson, que puede detectar las minúsculas variaciones de longitud en sus dos brazos de 3 km (1,9 mi) inducidas por el paso de ondas gravitacionales. La precisión requerida se consigue utilizando numerosos sistemas para aislarlo del mundo exterior, entre ellos mantener sus espejos e instrumentación en un vacío ultra-alto y suspenderlos mediante complejos sistemas de péndulos.
Entre sus observaciones periódicas, el detector se actualiza para aumentar su sensibilidad. Los periodos de observación se llevan a cabo en colaboración con otros detectores similares, como los dos Observatorios de Ondas Gravitacionales por Interferómetro Láser (LIGO, por sus siglas en inglés) de Estados Unidos y el Detector Japonés de Ondas Gravitacionales Kamioka (KAGRA), ya que la cooperación entre varios detectores es crucial para detectar las ondas gravitacionales y determinar con precisión su localización.
Virgo fue concebido y construido cuando las ondas gravitacionales eran solo una predicción de la relatividad general. El proyecto, que toma su nombre del cúmulo de galaxias Virgo, fue aprobado en 1992 y su construcción finalizó en 2003. Después de varios años sin detección, Virgo se apagó en 2011 para las actualizaciones de "Virgo avanzado". En 2015, la primera observación de ondas gravitacionales fue realizada por los dos detectores LIGO, mientras Virgo seguía siendo actualizado. Virgo reanudó las observaciones a principios de agosto de 2017, realizando su primera detección el 14 de agosto (junto con los detectores LIGO); a esto le siguió rápidamente la detección de la onda gravitacional GW170817, la única también observada con métodos clásicos (luz visible, rayos gamma, rayos X y radio telescopios) hasta 2024.

El Observatorio Gravitacional Europeo (EGO) alberga al experimento Virgo. EGO es un consorcio fundado por el Centro Nacional de Investigación Científica francés (CNRS, por sus siglas en francés) y el Instituto Nacional de Física Nuclear (INFN) italiano.  La Colaboración Virgo al completo, que reúne a 940 miembros en 20 países, opera el detector y define la estrategia y la política para su uso y actualizaciones. Las colaboraciones LIGO y Virgo comparten sus datos desde 2007, y con KAGRA desde 2019, formando la colaboración LIGO-Virgo-KAGRA (LVK).

Paises europeos con instituciones que contribuyen a EGO y a la colaboración Virgo
Países europeos con instituciones que contribuyen a la colaboración Virgo

## Organización
El interferómetro Virgo está gestionado por el consorcio Observatorio Gravitacional Europeo (EGO), creado en diciembre de 2000 por el Centro Nacional de Investigación Científica francés (CNRS, por sus siglas en francés) y el Instituto Nacional de Física Nuclear (INFN).  Nikhef, el Instituto Holandés de Física Nuclear y de Altas Energías, se unió más tarde como observador y acabó convirtiéndose en miembro de pleno derecho.  Instituciones de Polonia, España y Bélgica se unieron a EGO como observadores en 2023, con la Fundación para la Investigación – Flandes (FWO) belga y el Fondo Nacional de Investigación Científica (FNRS) uniéndose cono miembros de pleno derecho en 2025. EGO es responsable del emplazamiento de Virgo y garantiza la puesta en servicio, el mantenimiento, el funcionamiento y las actualizaciones del detector. Por metonimia, a veces se hace referencia al propio emplazamiento como EGO, ya que el consorcio tiene allí su sede. Uno de los objetivos de EGO es promover la investigación sobre gravedad en Europa. Entre 2018 y 2024, el presupuesto de EGO fluctúa entre los 9 y los 11,5 millones de euros anuales, dando empleo a unas 60 personas.
La Colaboración Virgo está formada por todas las investigadoras e investigadores que trabajan en diversos aspectos del detector. Unos 940 miembros, que representan a 165 instituciones de 20 países, formaban parte de la Colaboración a fecha de diciembre 2024. Se trata de instituciones de Francia, Italia, Países Bajos, Polonia, España, Bélgica, Alemania, Hungría, Portugal, Grecia, Chequia, Dinamarca, Irlanda, Mónaco, Suiza, Brasil, Burkina Faso, China, Israel, Japón y Corea del Sur.
La Colaboración Virgo forma parte de la mayor Colaboración LIGO-Virgo-KAGRA (LVK), que reúne a científicas y científicos de los otros grandes experimentos de ondas gravitacionales para analizar conjuntamente los datos; esto es crucial para la detección de ondas gravitacionales. LVK comenzó en 2007 como la Colaboración LIGO-Virgo, y se amplió cuando KAGRA se unió en 2019.

## Caso científico

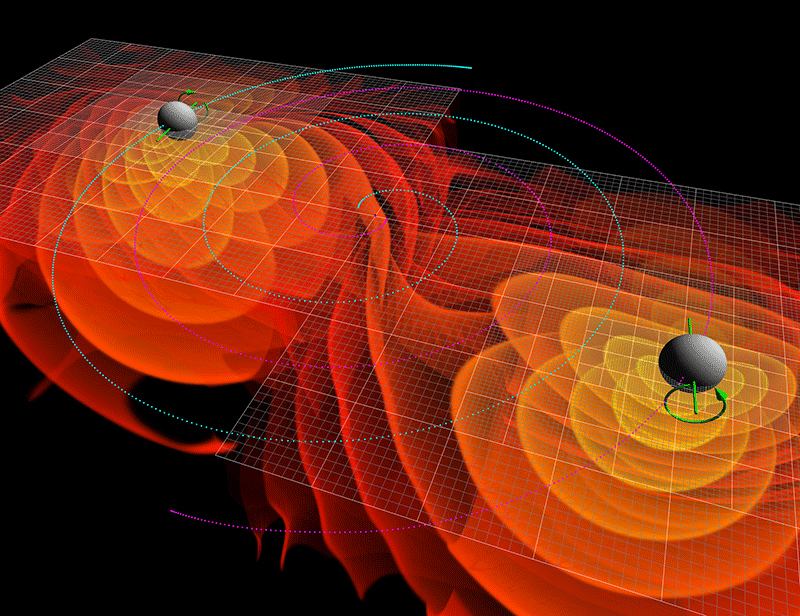
Simulación por ordenador de las ondas gravitacionales emitidas por el decaimiento orbital y la fusión de dos agujeros negros

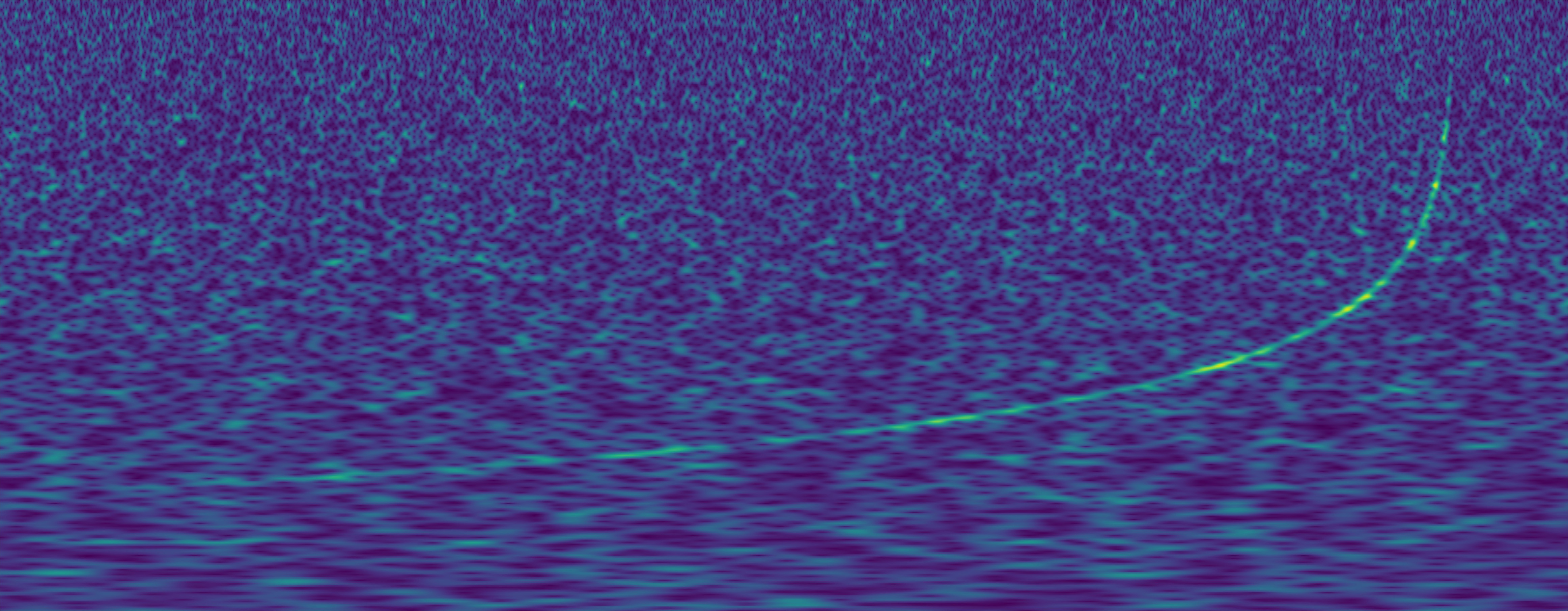
Típico "chirrido" de una señal de ondas gravitacionales del evento GW170817. El eje x representa el tiempo, y el eje y la frecuencia. El aumento de la frecuencia en el tiempo es típico de las ondas gravitacionales de objetos compactos binarios, y su forma está determinada principalmente por la masa de los objetos.

Artículo principal: Búsqueda interferométrica terrestre de ondas gravitacionales § Caso científico (en inglés)
Virgo está diseñado para buscar ondas gravitacionales emitidas por fuentes astrofísicas de todo el universo, que pueden clasificarse en tres tipos:
- Fuentes transitorias, que son objetos detectables sólo durante un breve periodo. Las principales fuentes de esta categoría son las coalescencias binarias compactas (CBC) de sistemas de agujeros negros binarios (o estrellas de neutrones) que se fusionan, emitiendo una señal de rápido crecimiento que sólo es detectable en los últimos segundos antes de la fusión. Otras posibles fuentes de ondas gravitacionales de corta duración son las supernovas, las inestabilidades en objetos astrofísicos compactos, o fuentes exóticas como las cuerdas cósmicas.
- Fuentes continuas, que emiten una señal observable a largo plazo. Los principales candidatos son las estrellas de neutrones de rotación rápida (púlsares), que pueden emitir ondas gravitacionales si no son perfectamente esféricas (por ejemplo, si hay pequeñas "montañas" en la superficie).
- Fondo estocástico, un tipo de señal generalmente continua que abarca grandes regiones del cielo en lugar de proceder de una única fuente. Podría consistir en un gran número de fuentes indistinguibles de las categorías anteriores, u originarse en los primeros momentos del universo.

La detección de ondas gravitacionales a partir de estas fuentes es una nueva forma de observarlas (a menudo con información diferente a la de métodos clásicos como los telescopios) y de explorar propiedades fundamentales de la gravedad como la polarización de las ondas gravitacionales, posible lente gravitatoria, o determinar si las señales observadas son descritas correctamente por la relatividad general.  También proporciona una forma de medir la constante de Hubble. 

## Historia
El proyecto Virgo fue aprobado en 1992 por el CNRS francés y al año siguiente por el INFN italiano. La construcción del detector comenzó en 1996 en Santo Stefano a Macerata, en Cascina, cerca de Pisa, Italia, y se completó en 2003. Tras varios periodos de observación en los que no se detectaron ondas gravitacionales, el interferómetro se apagó en 2011 para ser modernizado como parte del proyecto Virgo Avanzado. Volvió a comenzar sus observaciones en 2017, y realizó sus dos primeras detecciones poco después, junto con los detectores LIGO.

### Concepción
Aunque el concepto de onda gravitatoria fue presentado por Albert Einstein en 1916, los proyectos serios para detectarlas no comenzaron hasta finales de la década de 1960. Los primeros fueron las barras Weber, inventadas por Joseph Weber; aunque podían detectar ondas gravitacionales en teoría, ninguno de los experimentos tuvo éxito. Sin embargo, desencadenaron la creación de grupos de investigación dedicados a las ondas gravitacionales.
La idea de un gran detector interferométrico empezó a ganar credibilidad a principios de los años 80, y el proyecto Virgo fue conceptualizado por el investigador italiano Adalberto Giazotto y el francés Alain Brillet en 1985, tras conocerse en Roma. Una idea clave que diferenció a Virgo de otros proyectos fue la focalización en frecuencias bajas (alrededor de 10 Hz); la mayoría de los proyectos se centraban en frecuencias más altas (alrededor de 500 Hz). Muchos creían entonces que las observaciones de baja frecuencia no eran posibles; sólo Francia e Italia comenzaron a trabajar en el proyecto, que se propuso por primera vez en 1987.  El nombre Virgo se acuñó poco después, en referencia al Cúmulo de galaxias de Virgo; simboliza el objetivo del proyecto de detectar ondas gravitacionales originadas más allá de nuestra galaxia. Tras su aprobación por el CNRS y el INFN, la construcción del interferómetro comenzó en 1996 con el objetivo de iniciar las observaciones en el año 2000.
El primer objetivo de Virgo fue observar directamente las ondas gravitacionales, cuya existencia ya había sido evidenciada indirectamente por el estudio durante tres décadas del púlsar binario 1913+16: la disminución observada del periodo orbital de este púlsar binario concordaba con la hipótesis de que el sistema perdía energía emitiendo ondas gravitacionales. 

### Detector inicial de Virgo
El detector Virgo se construyó, puso en marcha y operó por primera vez durante la década de 2000, y alcanzó la sensibilidad esperada. Esto validó sus decisiones de diseño y demostró que los interferómetros gigantes eran dispositivos prometedores para detectar ondas gravitacionales en una amplia banda de frecuencias.Esta fase se denomina a veces "Virgo inicial" o "Virgo original". 
La construcción del detector inicial de Virgo finalizó en junio de 2003, y se sucedieron varios periodos de recogida de datos ("science runs") entre 2007 y 2011, tras 4 años de puesta en marcha.Algunas de estas tomas de datos se realizaron con los dos detectores LIGO (situados en Hanford, Washington y en Livingston, Luisiana). En 2010 hubo un parón de unos meses para actualizar el sistema de suspensión de Virgo, y los cables de suspensión de acero originales se sustituyeron por fibra de vidrios para reducir el ruido térmico.  Incluso después de varios meses de recogida de datos con el sistema de suspensión actualizado, no se observaron ondas gravitacionales, y el detector se apagó en septiembre de 2011 para la instalación de Virgo Avanzado. 

### Detector avanzado Virgo

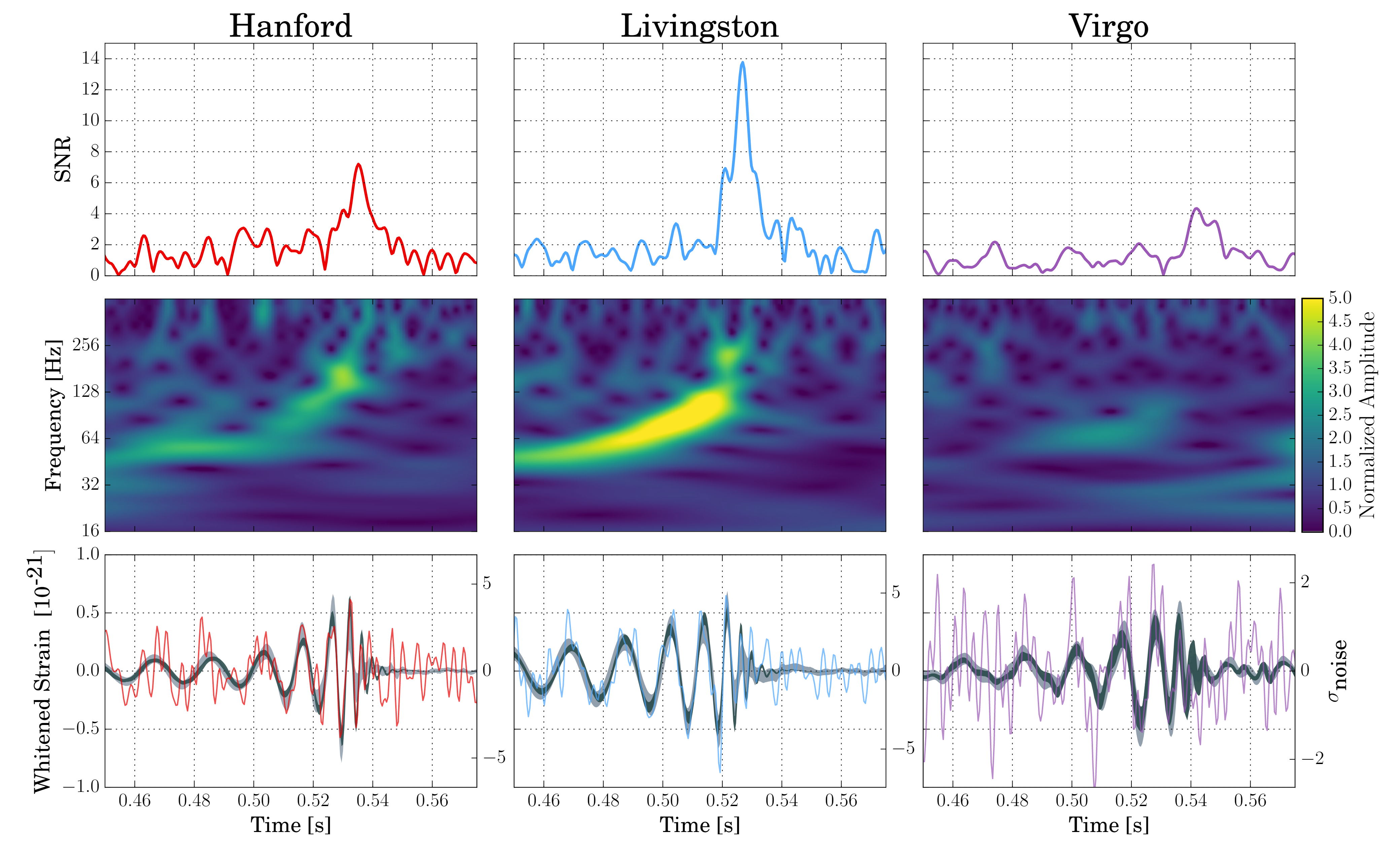
Primera detección directa de una onda gravitacional por Virgo el 14 de agosto de 2017 (GW170814)

El detector Virgo avanzado pretendía aumentar la sensibilidad (y la distancia desde la que se puede detectar una señal) en un factor de 10, lo que le permitiría sondear un volumen del universo 1.000 veces mayor y haría más probable la detección de ondas gravitacionales. Se benefició de la experiencia adquirida con el detector inicial y de los avances tecnológicos.
El detector Virgo avanzado mantuvo la misma infraestructura de vacío que el Virgo inicial, pero se mejoró el resto del interferómetro. Se añadieron cuatro trampas frías adicionales en ambos extremos de cada brazo para atrapar las partículas residuales procedentes de las torres de los espejos. Los nuevos espejos eran más grandes, con un diámetro de 35 cm (13,8 plg) y un peso de 40 kg (88,2 lb), y se mejoró su rendimiento óptico. Los elementos ópticos utilizados para controlar el interferómetro estaban en vacío en montajes suspendidos. Se instaló un sistema de óptica adaptativa para corregir la aberraciones del espejo in situ. En el plan original, se esperaba que la potencia del láser alcanzara los 200 W en su configuración final.: 75 
Virgo Avanzado comenzó el proceso de puesta en marcha en 2016, uniéndose a los dos detectores LIGO (que habían pasado por actualizaciones similares con LIGO Avanzado, e hicieron su primera detección en 2015) el 1 de agosto de 2017. Los periodos de observación para la era de detectores Advanced son planificadas por la colaboración LVK con el objetivo de maximizar el tiempo de observación con varios detectores, y se etiquetan de O1 a O5; Virgo comenzó a participar en ellas cerca del final del periodo de observación O2. LIGO y Virgo detectaron la señal GW170814 el 14 de agosto de 2017, de la que se informó el 27 de septiembre de ese año. Fue la primera fusión de agujero negro binario detectada tanto por LIGO como por Virgo, y la primera para Virgo.
GW170817 fue detectada por LIGO y Virgo el 17 de agosto de 2017. La señal, producida por los últimos minutos de dos estrellas de neutrones acercándose en espiral y fusionándose, fue la primera fusión binaria de estrellas de neutrones observada y la primera observación de ondas gravitacionales confirmada por medios no gravitacionales. También se detectó la explosión de rayos gamma resultante, y telescopios ópticos descubrieron más tarde una kilonova correspondiente a la fusión.
Plantilla:Cronograma observación ondas gravitacionales
Tras nuevas actualizaciones, Virgo comenzó su tercer periodo de observación (O3) en abril de 2019. Previsto para durar un año,el periodo terminó antes de tiempo el 27 de marzo de 2020 debido a la pandemia COVID-19.
Las mejoras posteriores a O3 forman parte del programa Virgo+ Avanzado, dividido en dos fases; la primera precedió a la ejecución de O4, y la segunda a la de O5. La primera fase se centró en la reducción del ruido cuántico mediante la introducción de un láser más potente, la mejora de la compresión del láser introducidos en O3, y la implementación de una nueva técnica conocida como reciclaje de señal; también se instalaron sensores sísmicos alrededor de los espejos. En la segunda fase se intentará reducir el ruido térmico de los espejos cambiando la geometría del rayo láser para aumentar su tamaño en los espejos (repartiendo la energía en un área mayor y reduciendo así la temperatura) y mejorando el recubrimiento de los espejos; los espejos finales serán más grandes, lo que requerirá mejoras en la suspensión. En la segunda fase también se esperan nuevas mejoras para la reducción del ruido cuántico, basadas en los cambios de la primera.
El cuarto periodo de observación (O4) estaba programado para comenzar en mayo de 2023 y tenía una duración prevista de 20 meses, incluyendo una pausa de puesta en marcha de hasta dos meses. El 11 de mayo de 2023, Virgo anunció que no se uniría al comienzo de O4; el interferómetro no era lo suficientemente estable como para alcanzar la sensibilidad esperada y era necesario sustituir un espejo, lo que requería varias semanas de trabajo. Virgo no se unió al periodo de observación O4 durante su primera parte (O4a, que finalizó el 16 de enero de 2024), ya que sólo alcanzó una sensibilidad máxima de 45 Mpc en lugar de los 80 a 115 Mpc previstos inicialmente; se unió a la segunda parte del periodo de observación (O4b), que comenzó el 10 de abril de 2024, con una sensibilidad de 50 a 55 Mpc. En junio de 2024, se anunció que el periodo de observación O4 duraría hasta el 9 de junio de 2025 para seguir preparando las mejoras en O5. En enero de 2025 se volvió a revisar el calendario, con una pausa adicional de dos meses a partir de abril de 2025, y una ampliación del periodo de observación hasta el 7 de octubre de 2025 para compensar el tiempo que faltaba. En junio de 2025, la campaña de toma de datos se amplió aún más hasta el 18 de noviembre de 2025, permitiendo realizar observaciones que solapasen con las primeras operaciones del Observatorio Vera Rubin. Estas tres extensiones del periodo de observación se designan como O4c (que comenzó oficialmente el 28 de enero de 2025).

#### Sensibilidad del detector

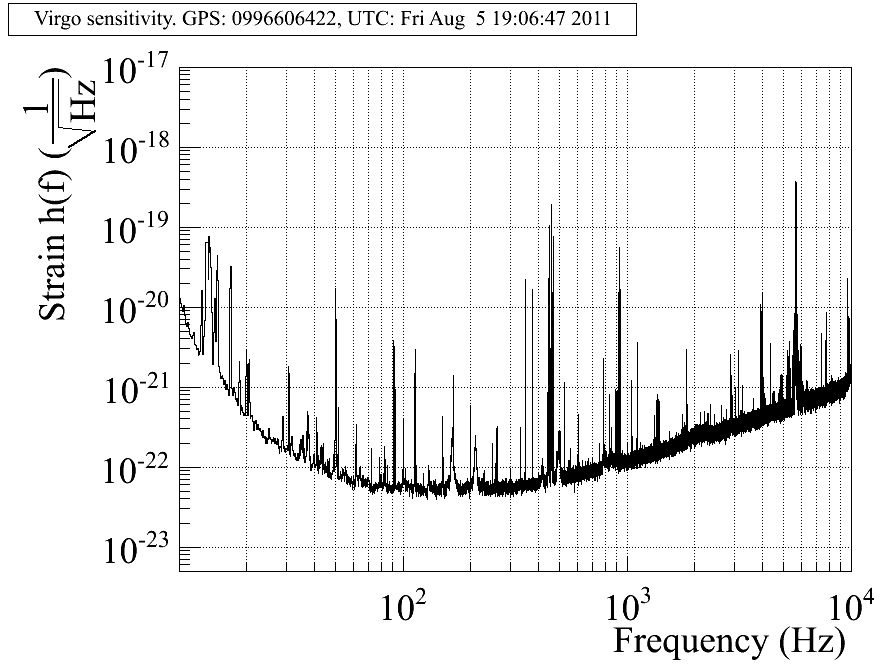
Curva de sensitivilidad del detector Virgo de 10 Hz a 10 kHz, calculada en agosto de 2011. Su forma es típica; el ruido térmico del péndulo de suspensión del espejo domina a baja frecuencia, y el aumento a alta frecuencia se debe al ruido por disparo del láser. Entre ambos se encuentran las resonancias y los ruidos instrumentales, incluyendo la frecuencia de 50 Hz de corriente alterna (frecuencia de la red eléctrica) y sus armónicos.

## Resultados científicos

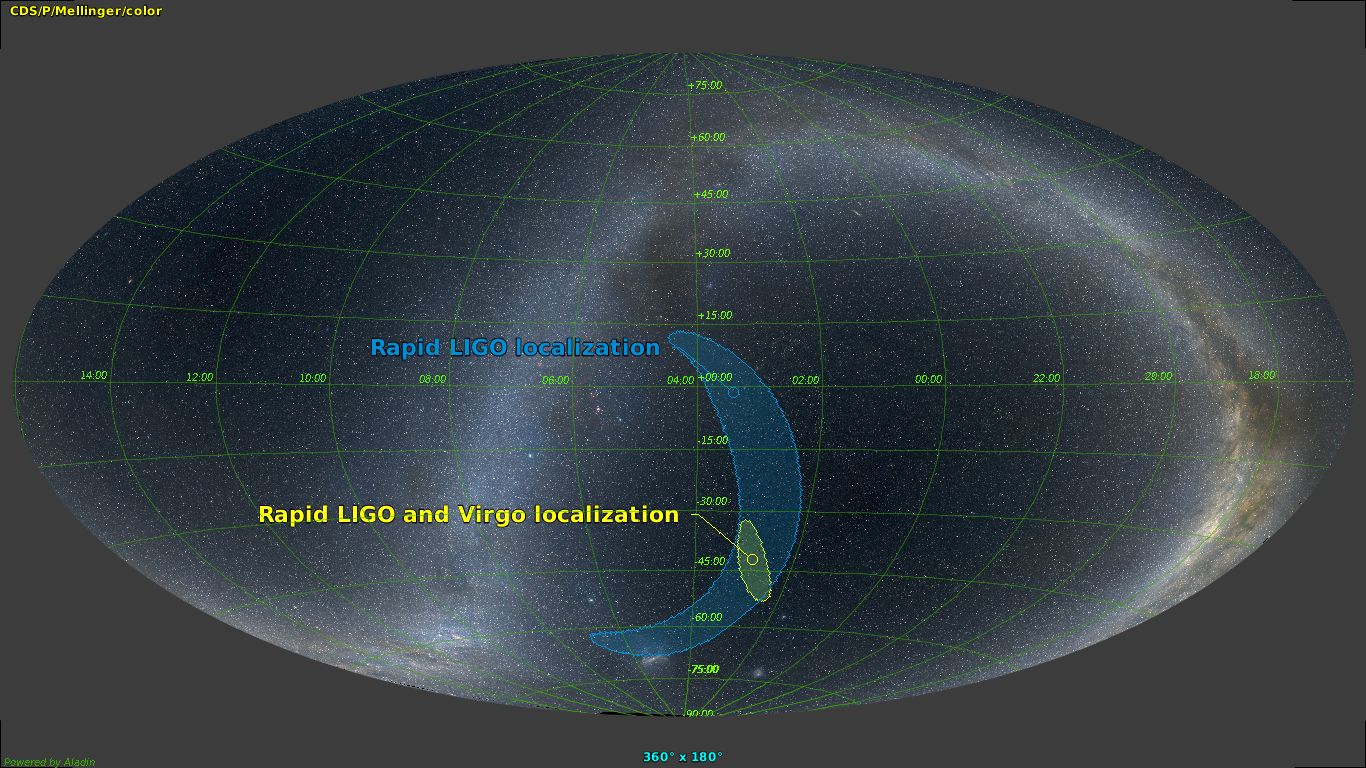
La localización en el cielo del evento GW170814 utilizando los dos detectores LIGO y la red completa. La incorporación de Virgo permite una localización mucho más precisa, reduciendo significativamente el área de incertidumbre

### Futuro
El detector se apagará de nuevo para ser actualizado, incluida la mejora del revestimiento de los espejos, después de O4. Está previsto que se inicie un quinto ciclo de observación (O5) a finales de 2027. La sensibilidad objetivo de Virgo, originalmente fijada en 150-260 Mpc, se está redefiniendo a la luz de su rendimiento durante O4. Se espera que los planes para entrar en el periodo de observación O5 se conozcan en la primera mitad de 2025.
No se han anunciado planes oficiales para el futuro de las instalaciones de Virgo después del periodo de observación O5, aunque se han sugerido proyectos para mejorar los detectores. Los planes actuales de la colaboración se conocen como el proyecto Virgo_nEXT.

## Instrumento

### Principio
En relatividad general, una onda gravitatoria es una perturbación del espacio-tiempo que se propaga a la velocidad de la luz. Curva ligeramente el espaciotiempo, cambiando la trayectoria de la luz. Esto puede detectarse con un interferómetro de Michelson, en el que un láser se divide en dos haces que viajan en direcciones ortogonales, rebotando en un espejo al final de cada brazo. Al pasar, la onda gravitatoria altera la trayectoria de los dos haces de forma diferente; entonces se recombinan, y el patrón interferométrico resultante se mide con un fotodiodo. Dado que la deformación inducida es extremadamente pequeña, la precisión en la posición del espejo, la estabilidad del láser, las mediciones y el aislamiento del ruido exterior son esenciales.

### Láser y sistema de inyección

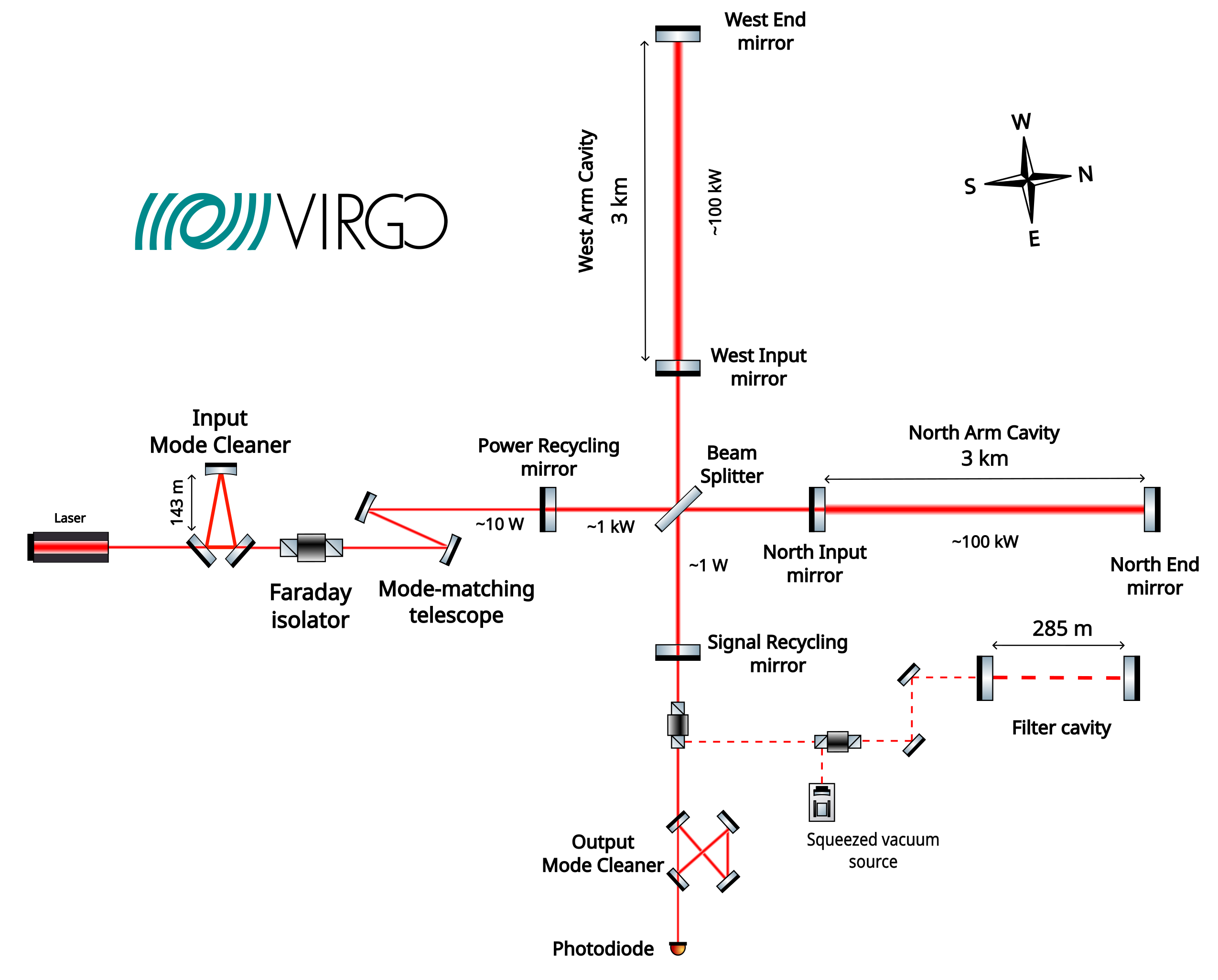
Disposición del interferómetro Virgo durante el periodo de observación O4 (2023-2024), incluyendo el espejo de reciclaje de señal y la cavidad de filtrado ausentes en el periodo anterior. Las estimaciones de potencia del láser son indicativas.

El láser, la fuente de luz del instrumento, debe ser potente y estable en frecuencia y amplitud. Para cumplir estas especificaciones, el haz parte de un láser estable de baja potencia. La luz del láser pasa a través de varios amplificadores, que multiplican su potencia por un factor de 100. Se alcanzó una potencia de salida de 50 vatios (W) en la última configuración del detector inicial de Virgo (alcanzando los 100 W durante el periodo de obsdrvación O3 tras las actualizaciones avanzadas de Virgo), y se espera que se mejore hasta los 130 W al comienzo del periodo de observación O4.  El detector Virgo original tenía un sistema láser maestro-esclavo, en el que se utiliza un láser "maestro" para estabilizar un láser "esclavo" de alta potencia; el láser maestro era un láser Nd:YAG, y el láser esclavo era un láser Nd:YVO4 (de ortovanadato de itrio dopado con neodimio).  El diseño de Virgo Avanzado utiliza un láser de fibra, con una etapa de amplificación también de fibra, para mejorar la robustez del sistema; está previsto que su configuración final combine la luz de dos láseres para alcanzar la potencia requerida.: 87  La longitud de onda del láser es de 1064 nanómetros en las configuraciones original y Advanced Virgo.
Este haz láser se envía al interferómetro tras pasar por el sistema de inyección, que garantiza su estabilidad, ajusta su forma y potencia, y lo posiciona correctamente para entrar en el interferómetro. El sistema de inyección incluye el limpiador del modo de entrada, que es una cavidad 140 metros (459,3 pies) diseñada para mejorar la calidad del haz estabilizando la frecuencia, eliminando la propagación de luz no deseada y reduciendo el efecto de la desalineación del láser. También cuenta con un Aislador de Faraday que impide que la luz vuelva al láser, y un telescopio de ajuste de modo que adapta el tamaño y la posición del haz antes de que entre en el interferómetro.: 93–96 

### Espejos

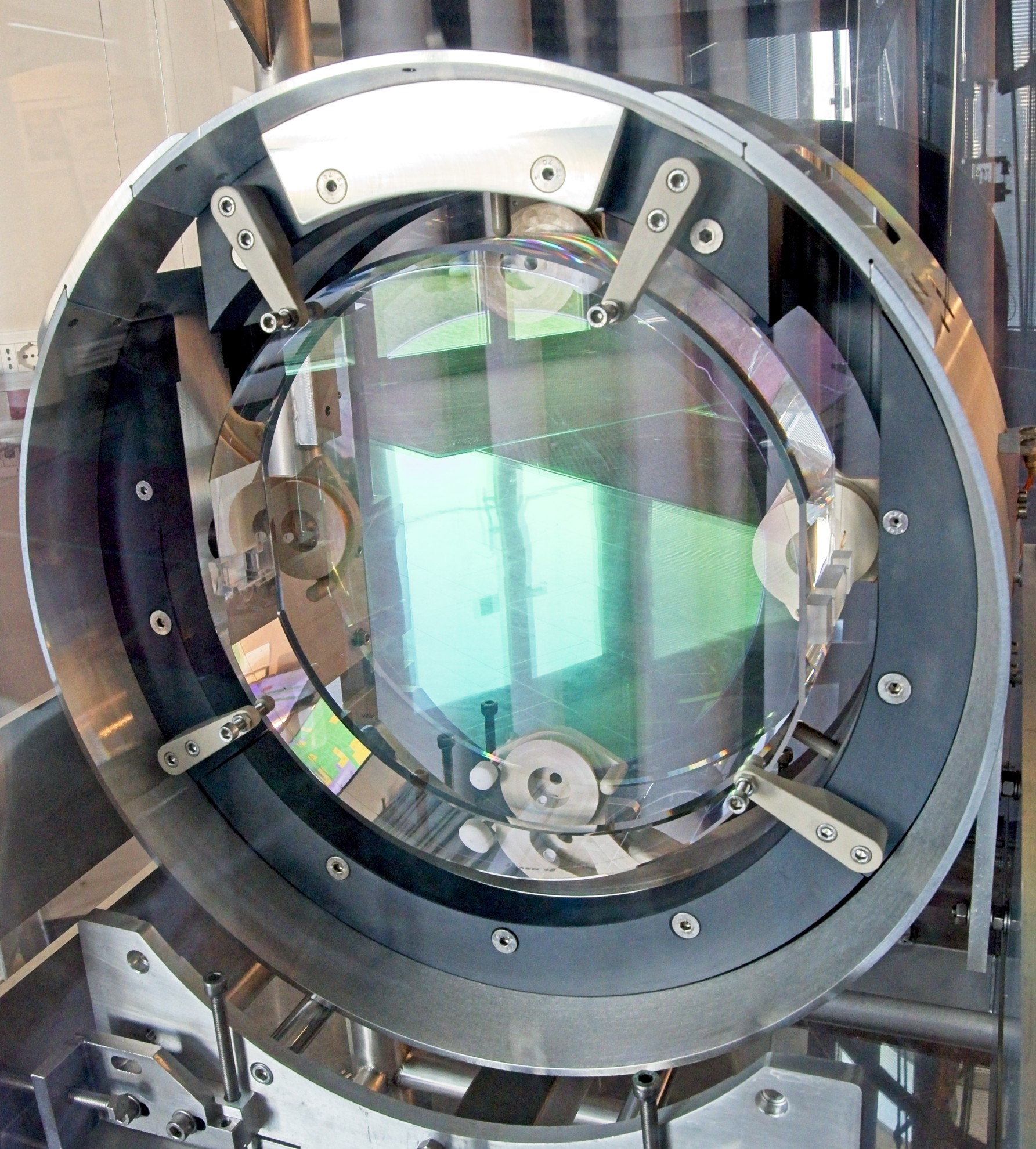
Espejo del detector inicial de Virgo, ahora un modelo de exposición en el emplazamiento de Virgo

Los grandes espejos de cada brazo son las ópticas más críticas del interferómetro. Incluyen los dos espejos de los extremos de los brazos del interferómetro 3 km (1,9 mi) y los dos espejos de entrada cerca del comienzo de los brazos. Estos espejos forman una cavidad óptica resonante en cada brazo en la que la luz rebota miles de veces antes de volver al divisor del haz, maximizando el efecto de la señal en la trayectoria del láser y permitiendo aumentar la potencia de la luz que circula por los brazos. Estos espejos (diseñados para Virgo) son cilindros 35 cm (13,8 plg) de diámetro y 20 cm (7,9 plg) de grosor,: 173  hechos de vidrio extremadamente puro. Durante el proceso de fabricación, los espejos se pulen hasta el nivel atómico para evitar la difusión (y pérdida) de luz. A continuación, se añade un revestimiento reflectante (un reflector de Bragg realizado con deposición por haz de iones). Los espejos situados en el extremo de los brazos reflejan casi toda la luz entrante, con una pérdida inferior al 0,002% en cada reflexión.
También hay otros dos espejos en el diseño final:

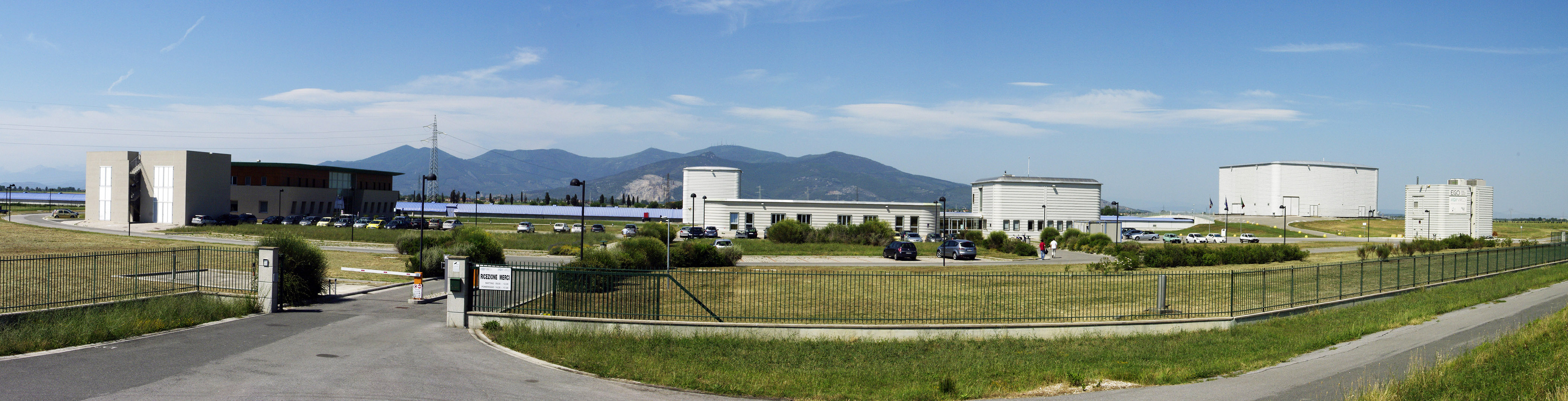
Vista general del emplazamiento de Virgo.
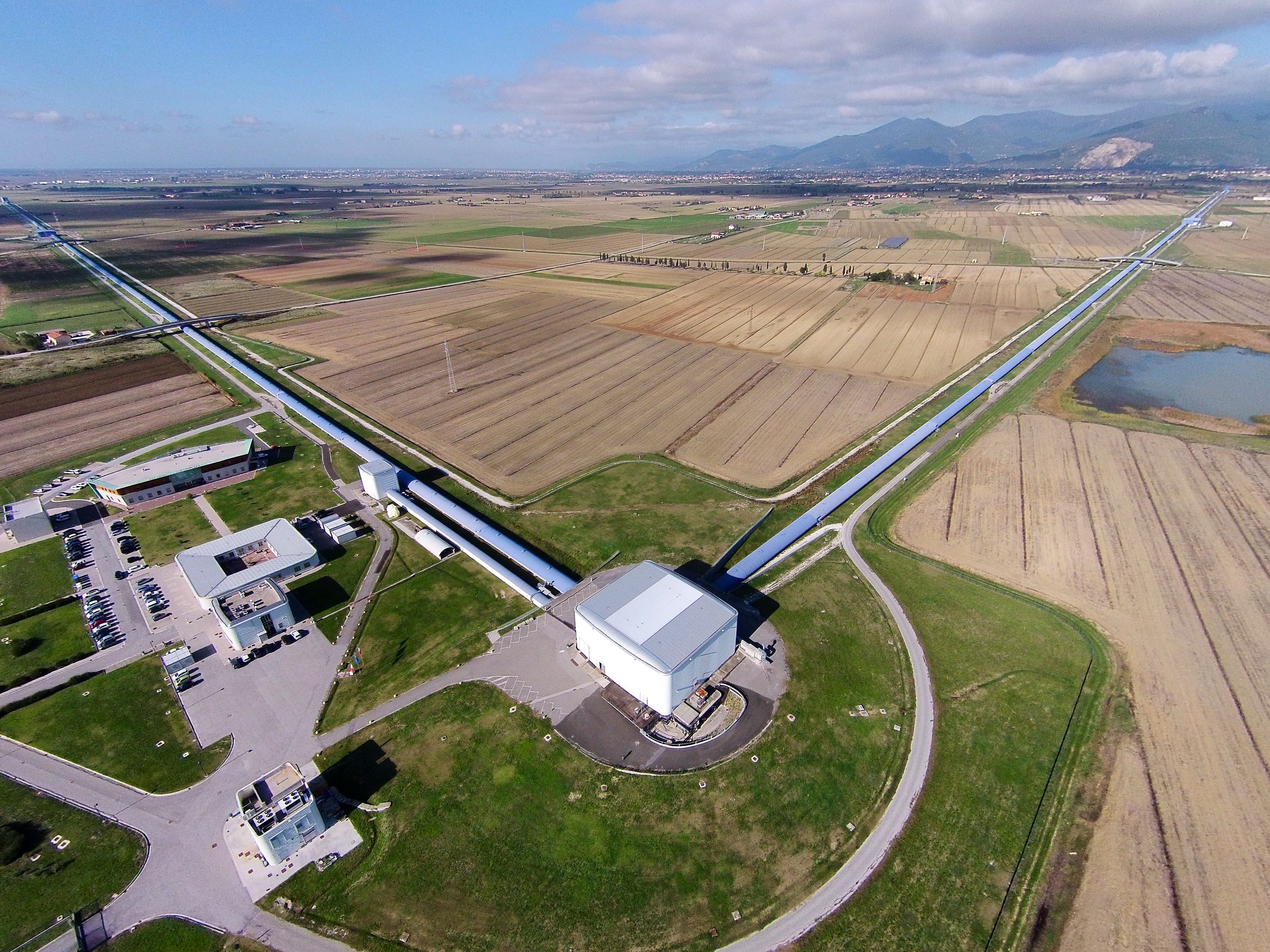
Vista aérea del detector Virgo.
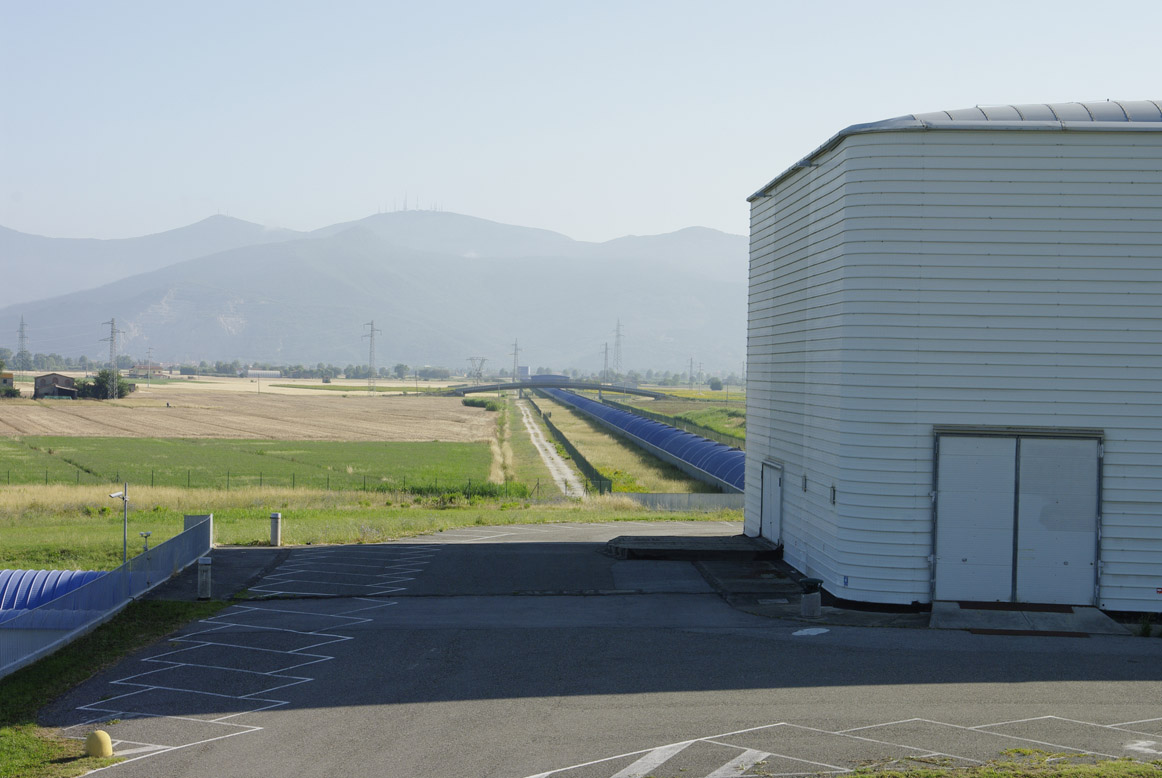
Inicio del brazo norte de Virgo; en primer plano a la derecha, el edificio central.
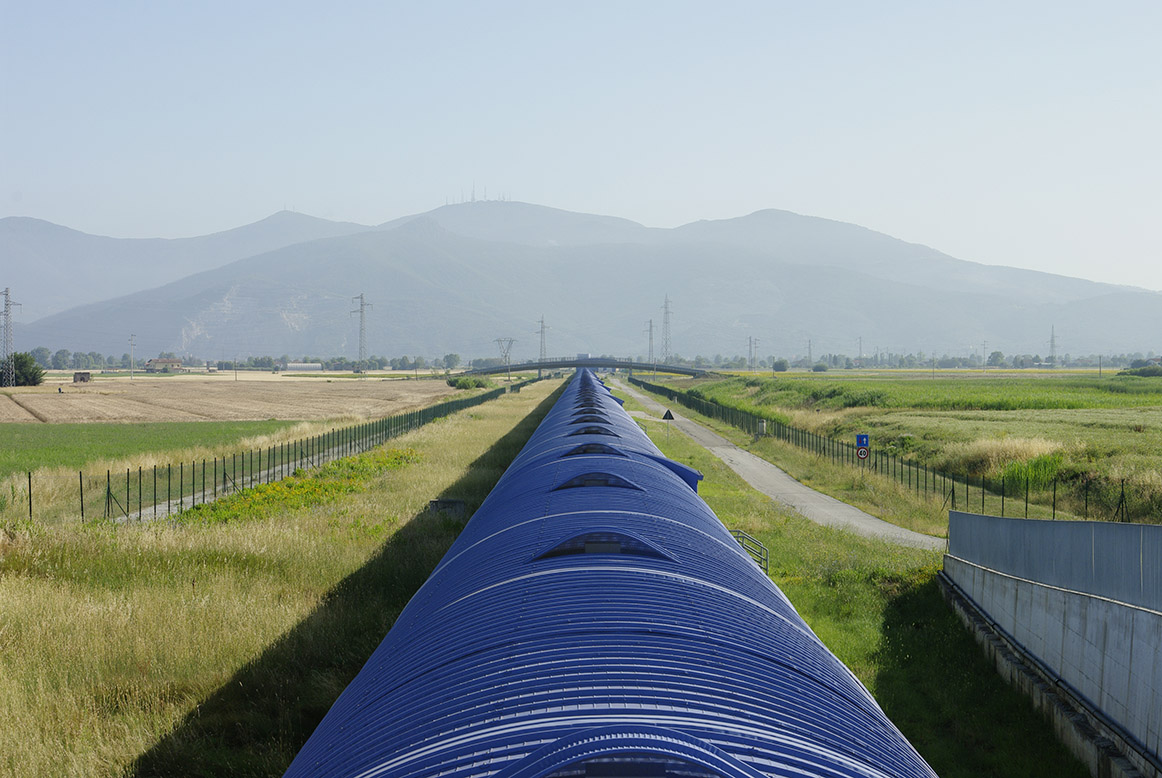
Vista del brazo norte de 3 km de longitud de Virgo.
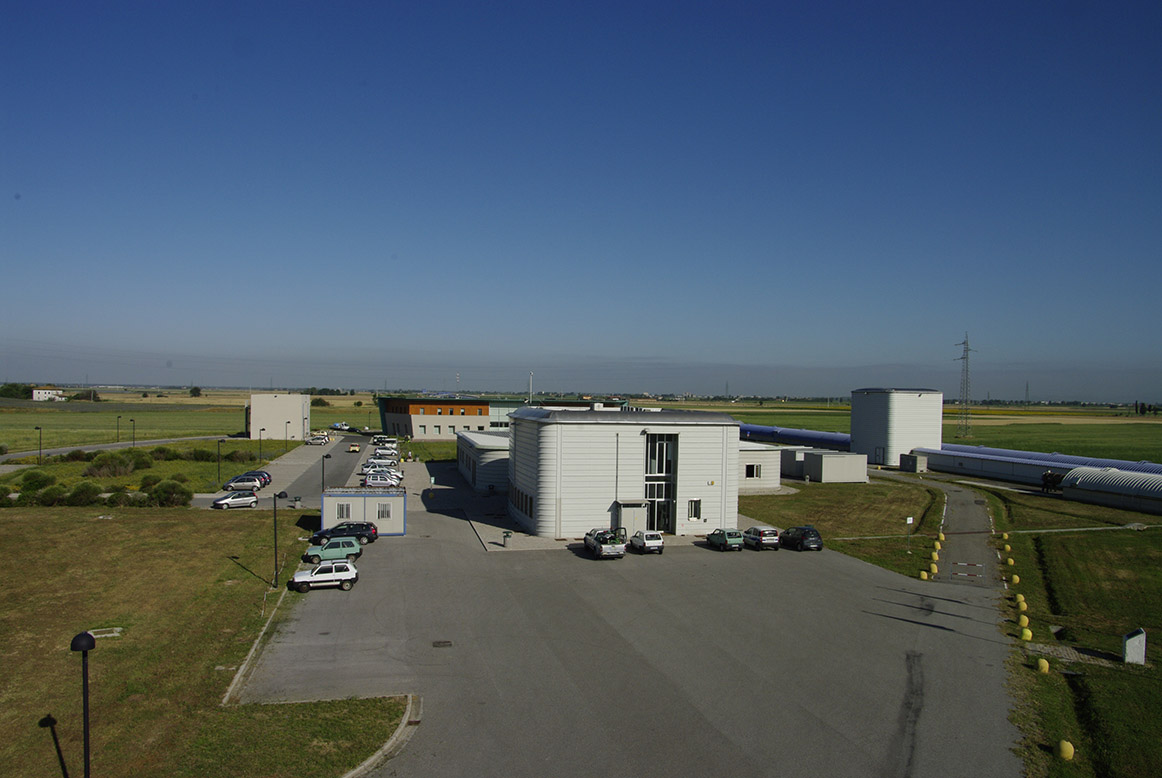
El emplazamiento de Virgo con, en primer plano, el edificio que alberga la sala de control del detector y el centro informático local.
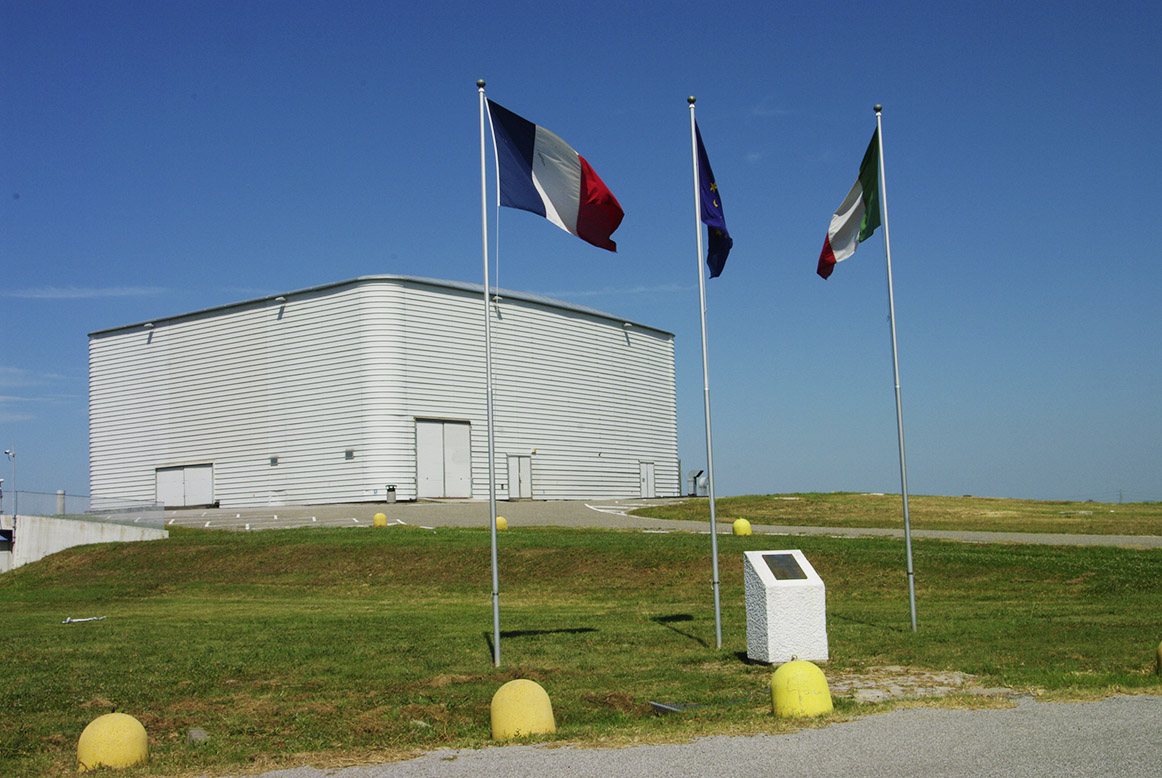
El espejo de reciclaje de potencia, entre el láser y el divisor de haz. Dado que la mayor parte de la luz se refleja hacia el láser después de volver al divisor de haz, este espejo reinyecta la luz en el interferómetro principal y aumenta la potencia en los brazos.
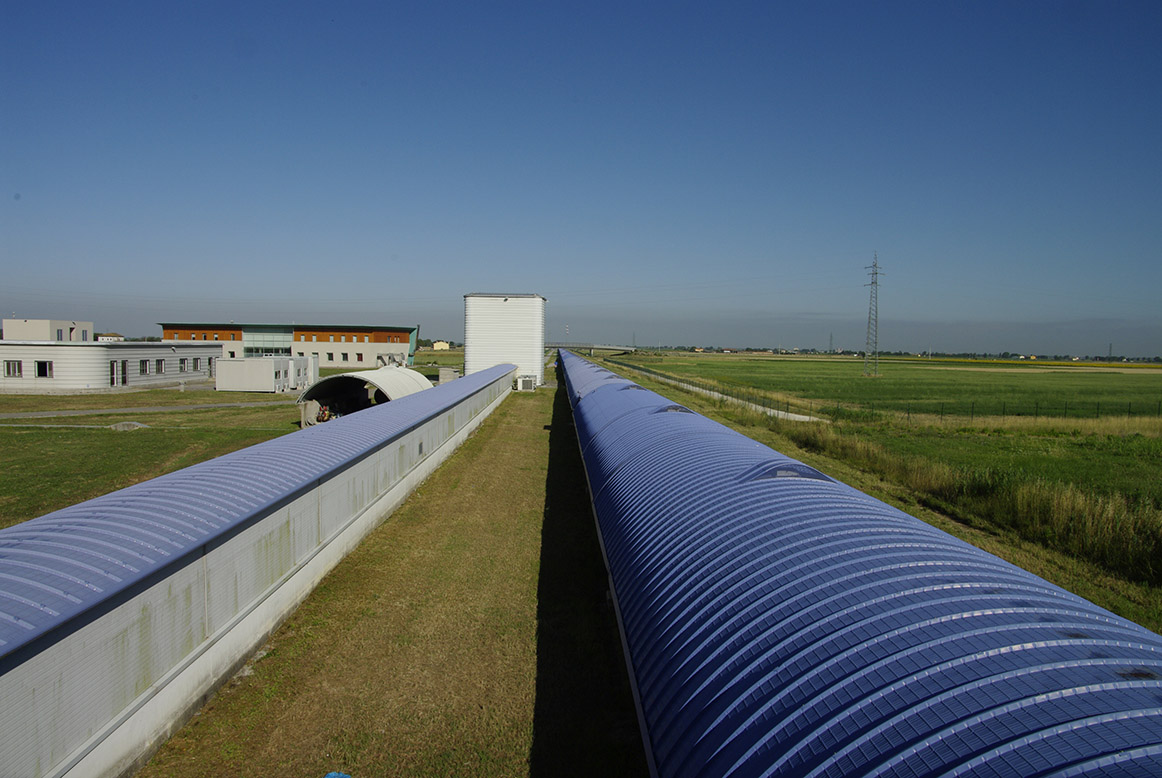
Vista del brazo oeste de 3 km de longitud de Virgo (tubo derecho). El tubo de la izquierda, de 150 m de longitud, alberga la cavidad del limpiador de modos que se utiliza para filtrar espacialmente el rayo láser.

- El espejo de reciclado de señal, a la salida del interferómetro, reinyecta parte de la señal en el interferómetro (se prevé que la transmisión de este espejo sea del 40%) y forma otra cavidad. Con pequeños ajustes en este espejo, se puede reducir el ruido cuántico en una parte de la banda de frecuencias y aumentarlo en otra; esto permite sintonizar el interferómetro para determinadas frecuencias. Está previsto utilizar una configuración de banda ancha, disminuyendo el ruido en las frecuencias altas y bajas y aumentándolo en las intermedias. La disminución del ruido en las frecuencias altas es de especial interés para el estudio de una señal justo antes y después de la fusión de un objeto compacto. [57][66]

### Superatenuadores

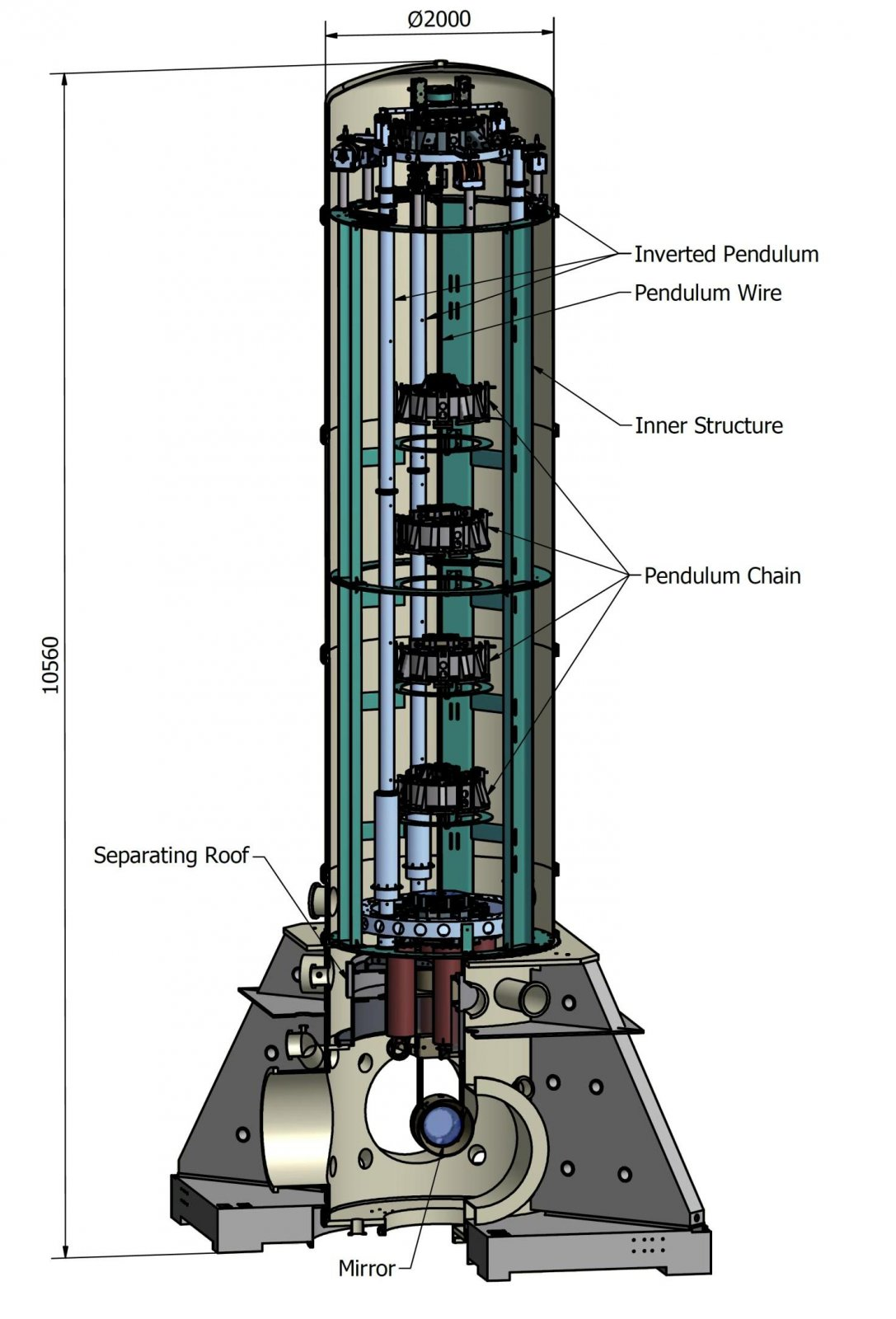
Un espejo de Virgo se sostiene en el vacío mediante un superatenuador que amortigua las vibraciones sísmicas. Se trata de una cadena de péndulos que cuelgan de una plataforma superior y se apoyan en tres patas sujetas al suelo, formando un péndulo invertido. Las vibraciones sísmicas superiores a 10 Hz se reducen más de 10^{12} veces, y se controla la posición del espejo

Para mitigar el ruido sísmico que podría propagarse hasta los espejos, sacudiéndolos y oscureciendo posibles señales de ondas gravitacionales, los espejos están suspendidos por un complejo sistema. Los espejos principales están suspendidos por cuatro finas fibras hechas de sílice que se unen a una serie de atenuadores. Este superatenuador, de unos 8 metros (26,2 pies) de altura, está en vacío. Los superatenuadores limita las perturbaciones de los espejos y permiten controlar con precisión su posicionamientos y orientación. La mesa con el sistema de inyección óptica utilizada para dar forma al haz láser, tales como los bancos ópticos utilizados para la detección de luz, también está suspendida en vacío para limitar el ruido sísmico y acústico. En la configuración de Advanced Virgo, la instrumentación utilizada para detectar señales de ondas gravitacionales y controlar el interferómetro (fotodiodos, cámeras y electrónica asociada) está instala de varios bancos suspendidos en vacío.: 477 
El diseño del superatenuador se basa en la atenuación pasiva de ruido sísmico alcanzada encadenando varios peéndulos, cada uno siendo un oscilador armónico. Tienen unfrecuencia de resonancia (que disminuye con la longitud del pénduloh) por encima de la cual el ruido es amortiguadoa; encadenando varios péndulos se reduce el ruido doce órdenes de magnitud, introduciendo frecuencias de resonancia que son mayores que utilizando un solo péndulo largo. La frecuencia de resonancia más alta está en torno a 2 Hz, proporcionando una reducción de ruido significativa que comienza en 4 Hz: 416  y alcanza el nivel requerido para la detección de ondas gravitacionales alrededor de 10 Hz. El sistema está limitado porque el ruido en la banda de frecuencia resonante (por debajo de 2 Hz) no se filtra y puede generar oscilaciones grandes; este efecto se mitiga con un sistema de amortiguacón activo que incluye sensores de medida del ruido sísmico y actuadores que controlan el superatenuador para contrarrestar el ruido.

### Sistema de detection
Parte de la luz de las cavidades de los brazos es enviada hacia el sistema de detección por el divisor de haz. El interferómetro funciona cerca de la "franja oscura", con muy poca luz enviada hacia la salida; la mayor parte se devuelve a la entrada, para ser recogida por el espejo de reciclaje de señal. Una fracción de esta luz es reflejada por el espejo de reciclaje de señal, y el resto es recogida por el sistema de detección. Primero pasa por el limpiador de modos de salida, que filtra los "modos de alto orden" (luz que se propaga de forma no deseada, normalmente por pequeños defectos en los espejos) antes de llegar a los fotodiodos que miden la intensidad de la luz. El limpiador del modo de salida y los fotodiodos están suspendidos en el vacío.

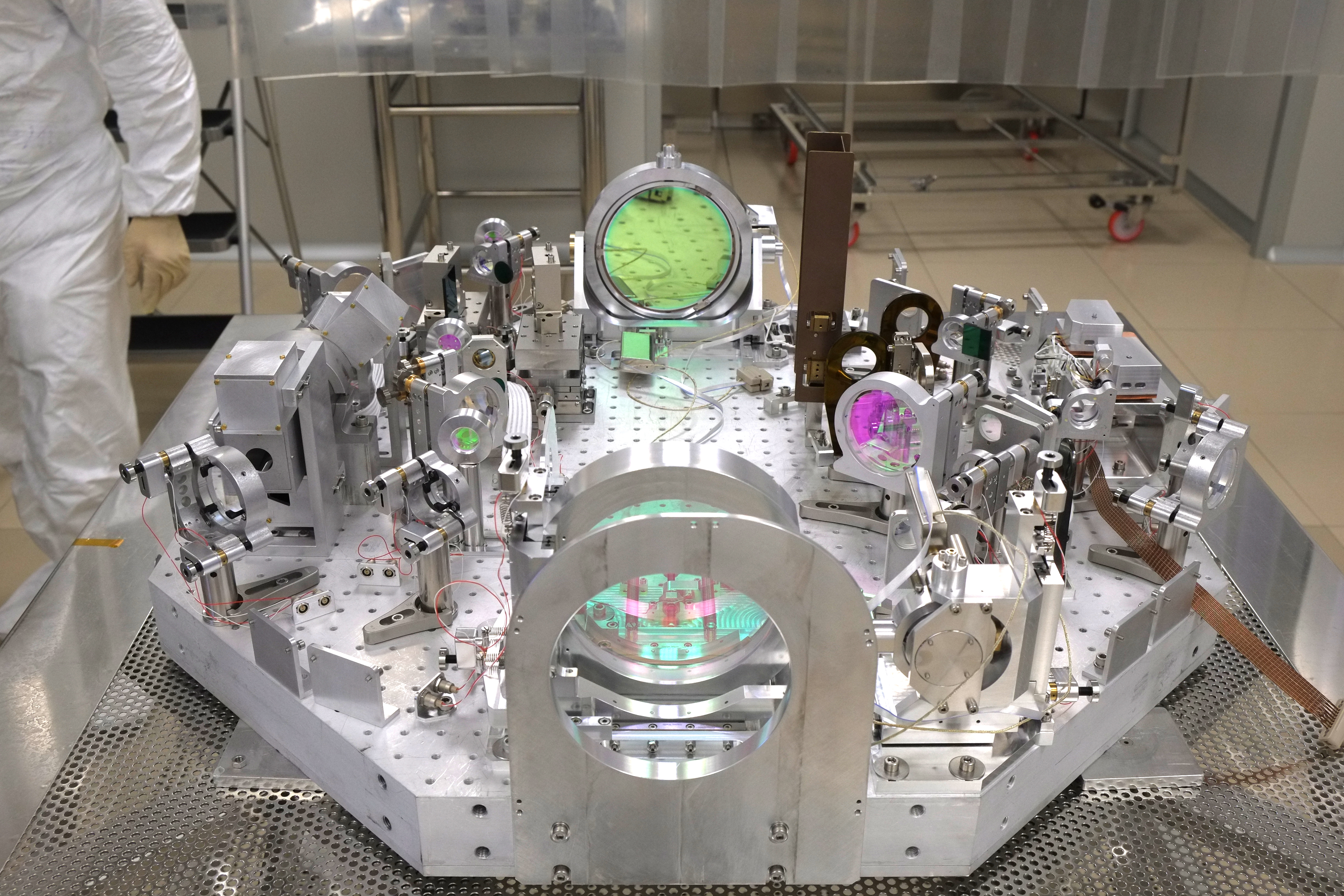
Banco de detección del interferómetro Virgo antes de su instalación en abril de 2015. Tiene 88 cm de ancho y alberga el limpiador del modo de salida; el fotodiodo está en otro banco.

Con la ejecución del O3, se introdujo una fuente de vacío exprimido para reducir el ruido cuántico, que es una de las principales limitaciones de la sensibilidad. Al sustituir el vacío estándar por un vacío comprimido, las fluctuaciones de una cantidad disminuyen a expensas de aumentar las fluctuaciones de la otra cantidad debido al Principio de incertidumbre de Heisenberg. En Virgo, las cantidades son la amplitud y la fase de la luz. Un vacío exprimido fue propuesto en 1981 por Carlton Caves durante la infancia de los detectores de ondas gravitacionales. Durante la ejecución del O3, se implementó el estrujamiento independiente de la frecuencia; el estrujamiento es idéntico en todas las frecuencias, reduciendo el ruido de disparo (dominante en las frecuencias altas) y aumentando el ruido de presión de radiación (dominante en las frecuencias bajas, y que no limita la sensibilidad del instrumento). Debido a la adición de la inyección de vacío comprimido, el ruido cuántico se redujo en 3,2 dB a altas frecuencias y el alcance del detector aumentó entre un cinco y un ocho por ciento. Se producen estados comprimidos más sofisticados combinando la tecnología del O3 con una nueva cavidad filtrante de 285 m de longitud (935 ft). Esta tecnología, conocida como estrechamiento dependiente de la frecuencia, ayuda a reducir el ruido de disparo a altas frecuencias (donde el ruido de presión de radiación es irrelevante) y a reducir el ruido de presión de radiación a bajas frecuencias (donde el ruido de disparo es bajo). 

### Infraestructura

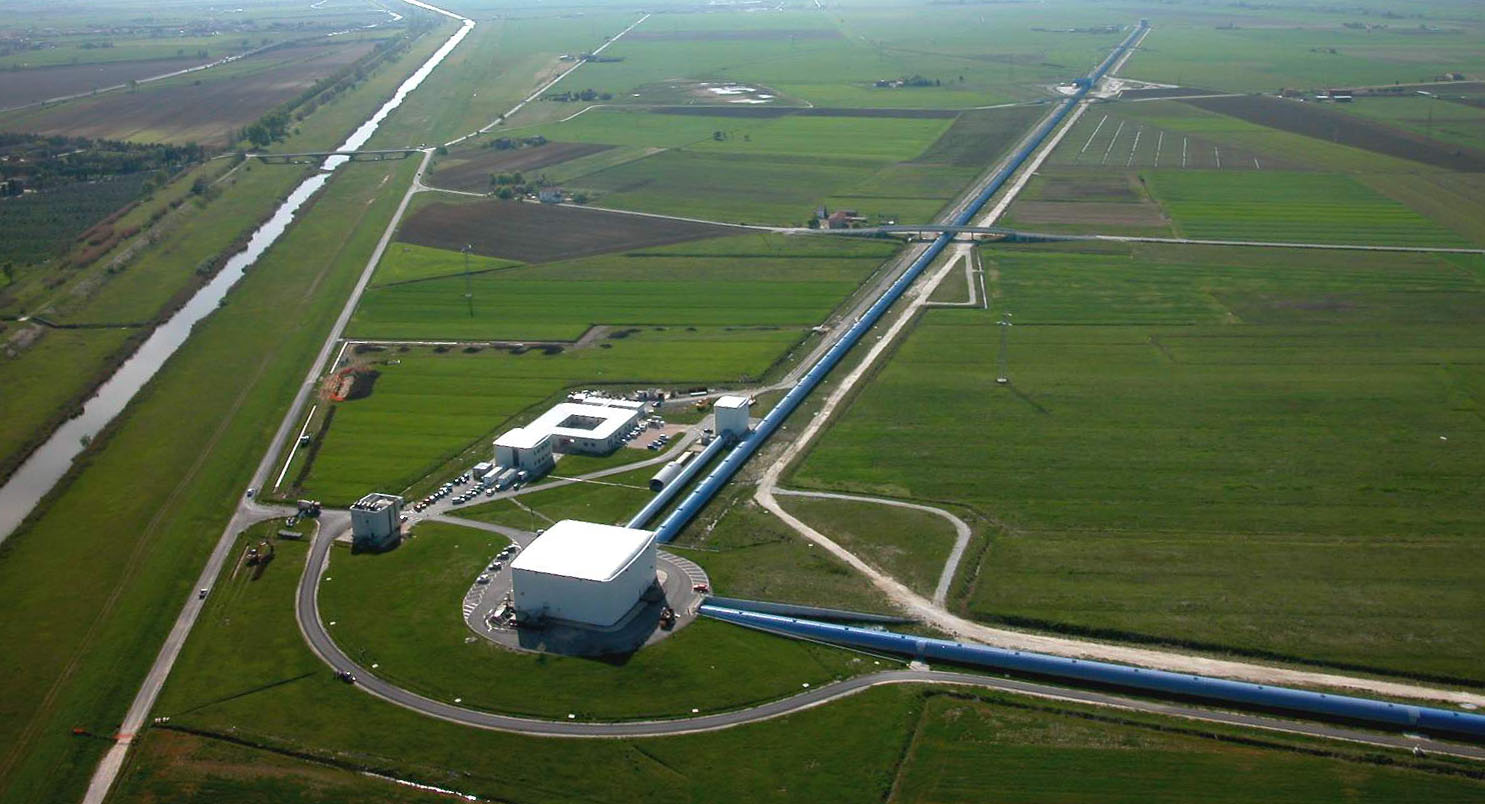
Vista aérea de 2015 del emplazamiento de Virgo, mostrando el brazo oeste (arriba) y parte del brazo norte (derecha), junto con los diversos edificios
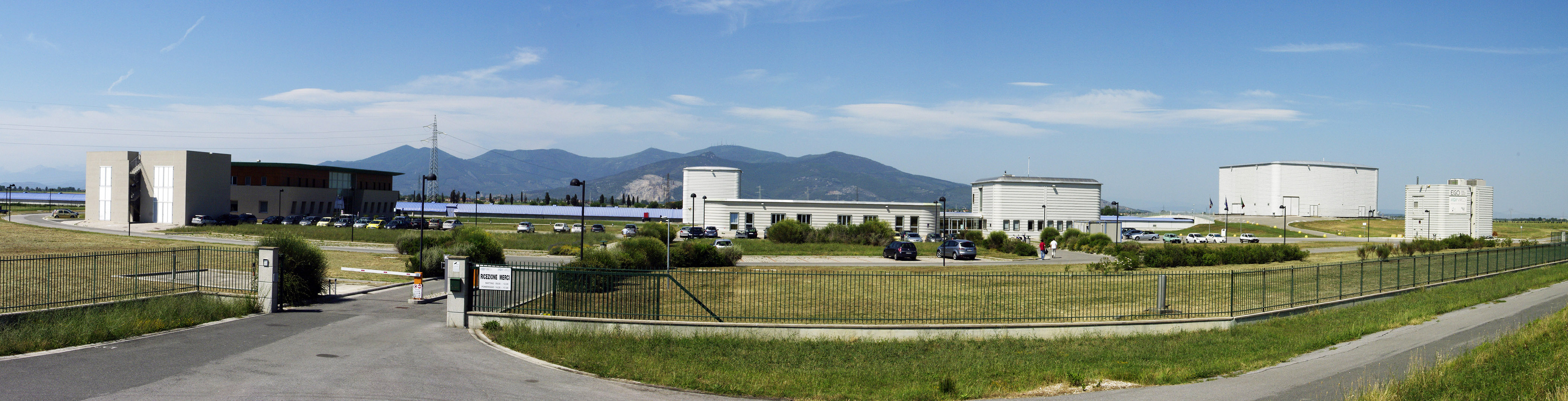
Panorama de la entrada del emplazamiento de Virgo
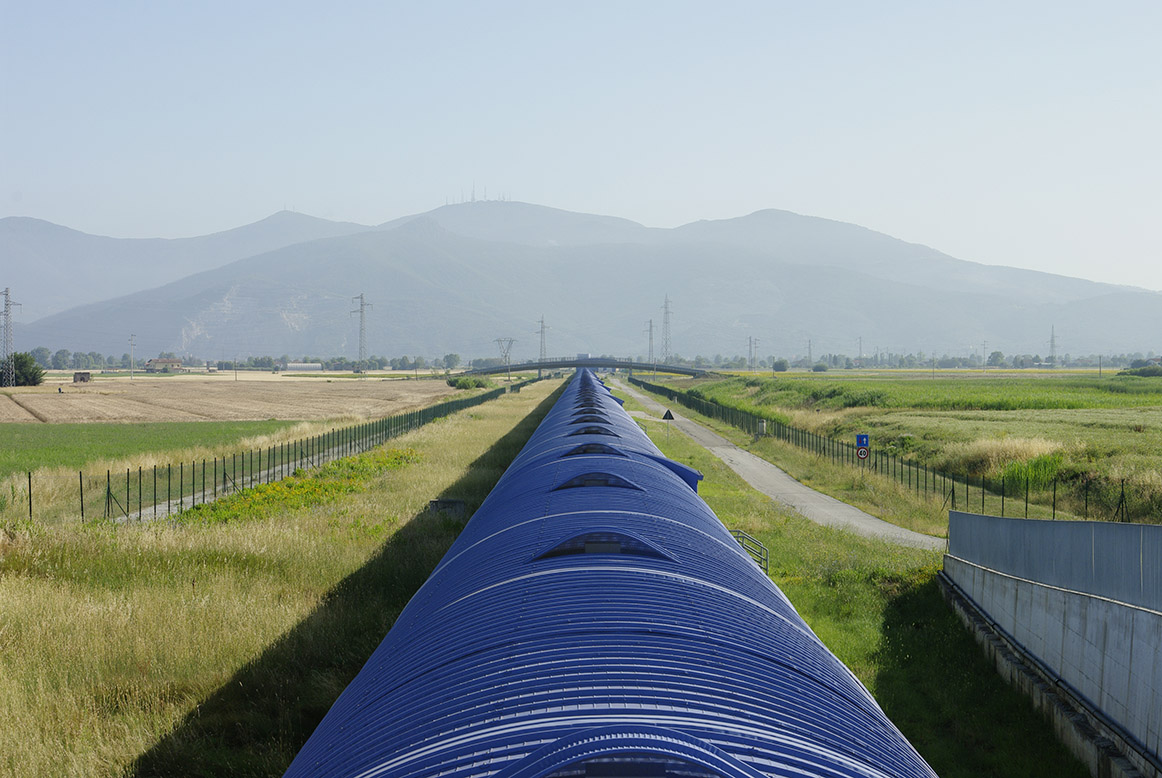
El 3 kilómetros (1,9 mi) brazo norte
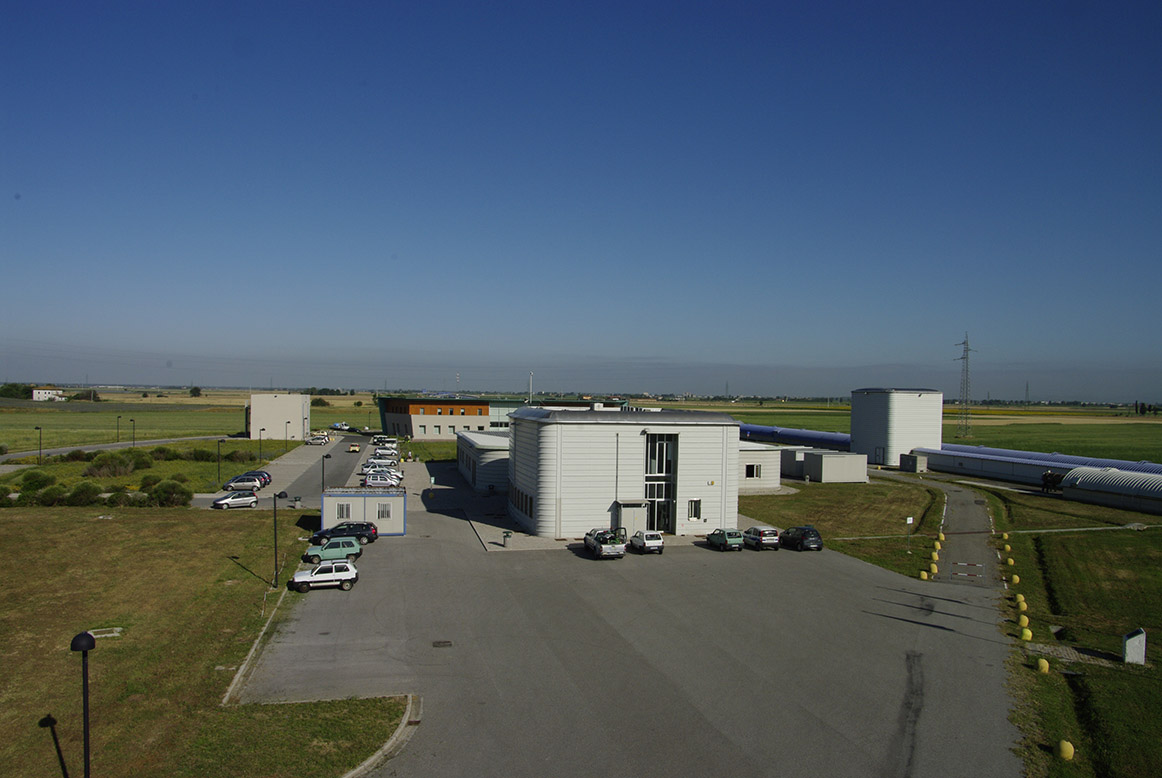
(Frente) Edificio de la sala de control del detector y centro informático local
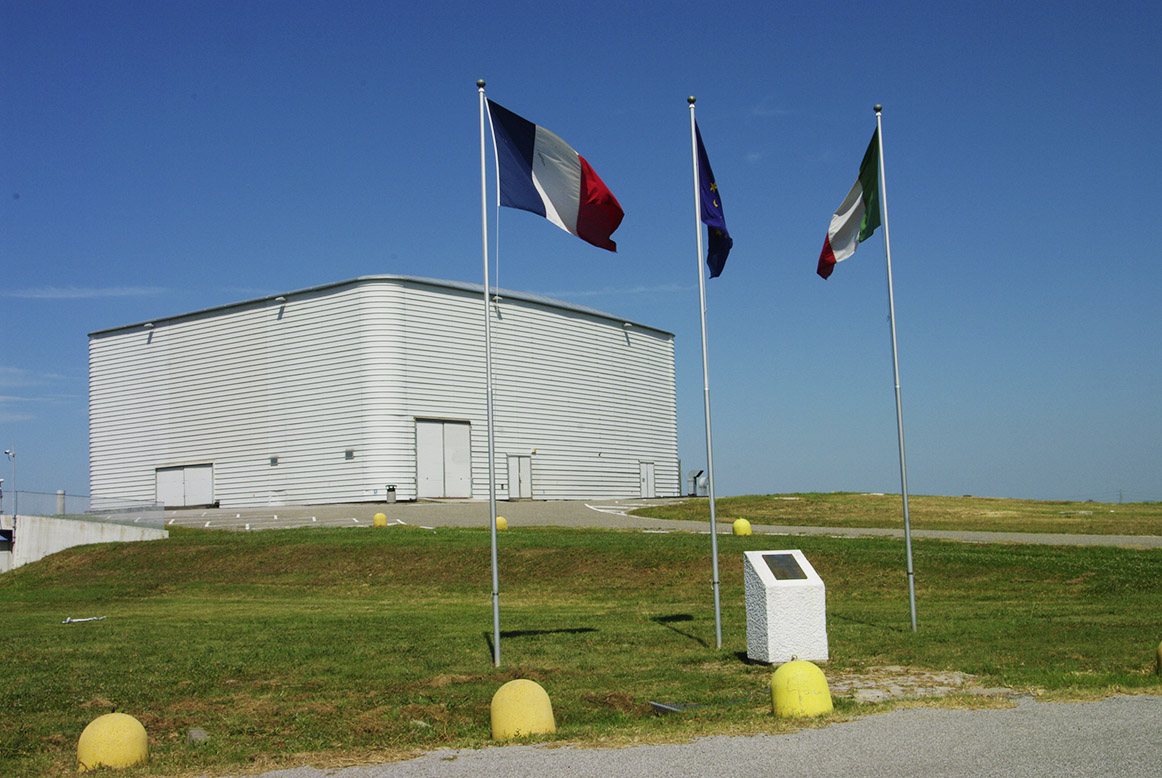
El edificio central, que contiene la mayoría de los componentes críticos del instrumento
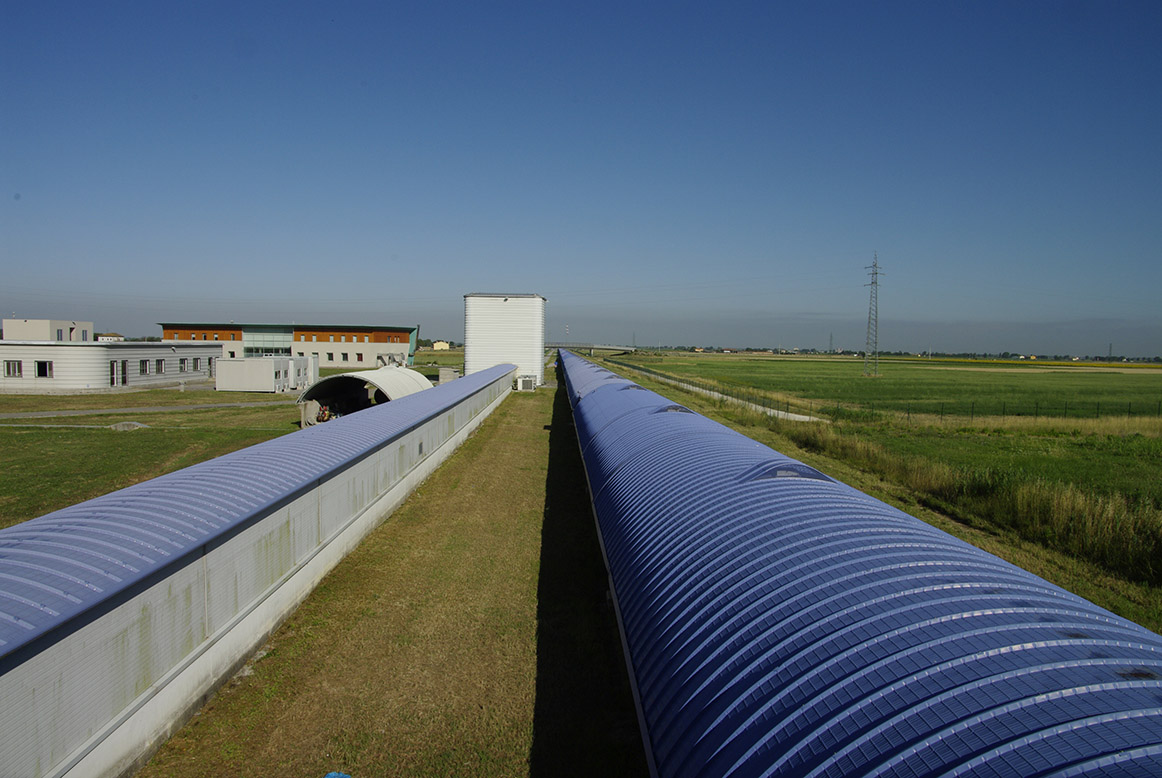
La cavidad del limpiador de modo (izquierda, que filtra el haz láser) y el brazo oeste

Desde el aire, el detector Virgo tiene forma de "L" con sus dos 3 kilómetros (1,9 mi) brazos perpendiculares. En la intersección de los dos brazos se encuentra el edificio central, que contiene la mayoría de los componentes clave de Virgo, como el láser, el divisor de haces y los espejos de entrada. Junto al brazo oeste, una cavidad más corta y el edificio asociado albergan el limpiador de modo de entrada. Los espejos finales se encuentran en un edificio específico al final de cada brazo. Al sur del brazo oeste, otros edificios albergan oficinas, talleres, así como el centro informático del emplazamiento y la sala de control del instrumento.
Los "túneles" de los brazos albergan tuberías por las que viajan los rayos láser en el vacío. Virgo es una de las mayores instalaciones de ultra-alto vacío de Europa, con un volumen de 6800 m3. Los dos brazos de 3 km (1,9 mi) están formados por un largo tubo de acero de 1,2 m (3,9 pies) de diámetro, en el que la presión residual objetivo es aproximadamente la milmillonésima parte de una atmósfera (100 veces más delgada que en el Virgo original). Las moléculas de gas residuales, principalmente hidrógeno y agua, tienen un impacto limitado en la trayectoria de los rayos láser.: 525  En ambos extremos de los brazos hay grandes válvulas de compuerta para poder trabajar en las torres de espejos y vacío sin romper el ultra-alto vacío de un brazo. Las torres que contienen los espejos y los atenuadores están divididas en dos secciones, con presiones diferentes. Los tubos se someten a un proceso, conocido como horneado, en el que se calientan a 150 °C (302 °F) para eliminar partículas no deseadas de sus superficies; aunque las torres también se horneaban en el diseño inicial de Virgo, actualmente se utilizan trampas criogénicas para evitar la contaminación.: 526 
Debido a la elevada potencia del interferómetro, sus espejos son susceptibles a los efectos del calentamiento inducido por el láser (a pesar de la extremadamente baja absorción). Estos efectos pueden provocar la deformación de la superficie debido a la dilatación o un cambio en el Índice de refracción del sustrato, lo que resulta en la fuga de potencia del interferómetro y perturbaciones de la señal. Estos efectos se tienen en cuenta mediante un sistema de compensación térmica (TCS) que incluye sensores de frente de onda Hartmann para medir la aberración óptica mediante una fuente de luz auxiliar, y dos actuadores: láseres de CO2 láseres de CO2 (que calientan partes del espejo para corregir los defectos) y calentadores anulares, que ajustan el radio de curvatura del espejo. El sistema también corrige los "defectos fríos": defectos permanentes introducidos durante la fabricación del espejo: 187–188  Durante la ejecución de O3, el TCS aumentó la potencia dentro del interferómetro en un 15% y disminuyó la potencia que salía del interferómetro en un factor dos.

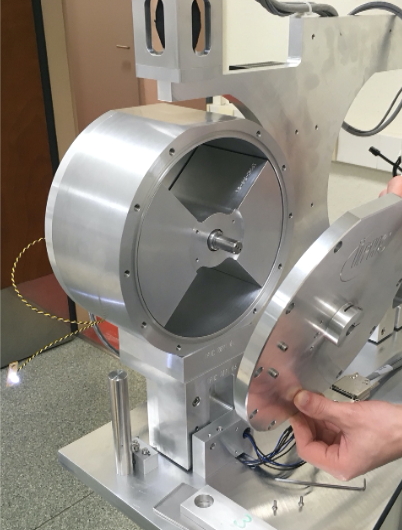
Calibrador Newtoniano ("NCal") antes de su instalación en el detector. Varios se instalan cerca de un espejo extremo; el movimiento del rotor genera una fuerza gravitatoria variable sobre el espejo, lo que permite un movimiento controlado.

Otro componente importante es el sistema para controlar la luz parásita (cualquier luz que abandone la trayectoria designada del interferómetro, por dispersión en una superficie o por reflexión no deseada). La recombinación de la luz parásita con el haz principal del interferómetro puede ser una importante fuente de ruido, a menudo difícil de rastrear y modelar. La mayoría de los esfuerzos para mitigar la luz parásita se basan en placas absorbentes (conocidas como deflectores) colocadas cerca de la óptica y dentro de los tubos; se toman precauciones adicionales para evitar que los deflectores afecten al funcionamiento del interferómetro. 
La calibración es necesaria para estimar la respuesta del detector a las ondas gravitacionales y reconstruir correctamente la señal. Consiste en mover los espejos de forma controlada y medir el resultado. Durante la época inicial de Virgo, esto se conseguía principalmente agitando un péndulo en el que el espejo está suspendido con bobinas para generar un campo magnético que interactúa con imanes fijados al péndulo. Esta técnica se utilizó hasta el O2. Para el O3, el método de calibración primario fue la calibración fotónica (PCal); había sido un método secundario para validar los resultados, utilizando un láser auxiliar para desplazar el espejo con presión de radiación. A finales del O2 se introdujo un método conocido como calibración newtoniana (NCal) para validar los resultados de la PCal; se basa en la gravedad para mover el espejo, colocando una masa giratoria a una distancia específica del mismo. A principios de la segunda parte de O4, el Ncal se convirtió en el principal método de calibración porque funcionaba mejor que el PCal; el PCal se sigue utilizando para validar los resultados del NCal y sondear frecuencias más altas que son inaccesibles para el NCal. 
El instrumento requiere un sistema eficaz de adquisición de datos que gestione los datos medidos a la salida del interferómetro y de los sensores in situ, escribiéndolos en archivos y distribuyéndolos para su análisis. Para ello se han desarrollado hardware y software electrónicos específicos.

#### Fuentes de ruido

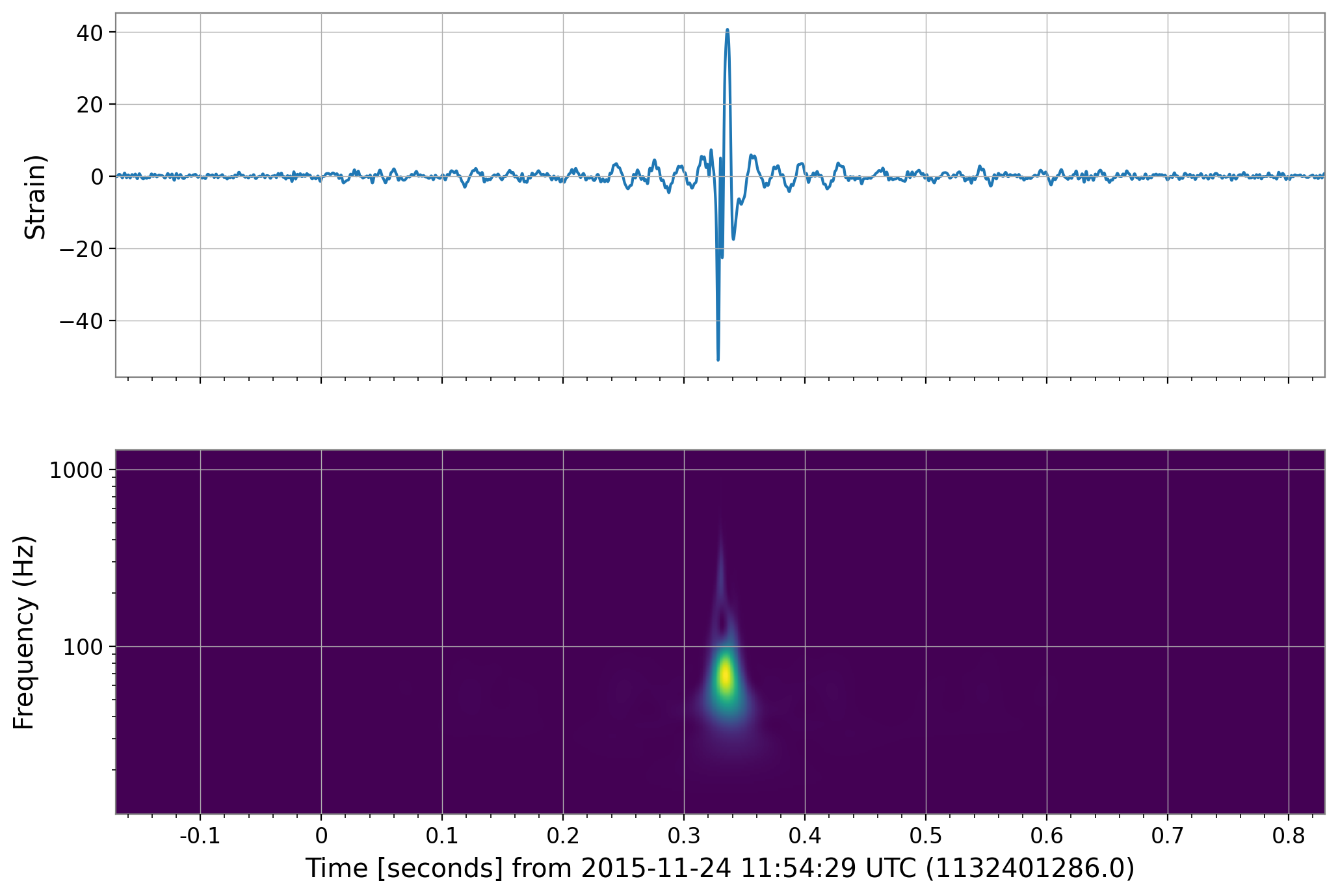
"Glitch de pez de Koi" de los datos de LIGO Hanford de 2015. En la parte superior está la salida del detector (deformación) en función del tiempo, y en la parte inferior está la distribución de frecuencias de la potencia. Este tipo de glitch tiene un origen desconocido y cubre un amplio rango de frecuencias, con "aletas" características en frecuencias más bajas.

### Ruido y sensibilidad